# Hans Peter Svendler
Hans Peter Svendler Nielsen (født 4. april 1954 i Skagen) er en dansk arkitekt MAA, tidligere direktør og foremomgschef i foreningen Realdania. Denne stilling har han bestredet siden 1. maj 2003, og inden da var han professor, prorektor og forskningschef på Arkitektskolen Aarhus.
Svendler Nielsen har også været souschef i Center for Interaktive Rum & Bygninger, leder af Center for
Integreret Design og praktiserende arkitekt i firmaet Fich & Beengaard A/S, Aalborg. Han var endvidere bl.a. leder af Bygningskunstudvalget i Danske Arkitekters Landsforbund og medlem af Det Særlige Bygningssyn under Kulturarvsstyrelsen. Han var medstifter og i en årrække medindehaver
af arkitektfirmaet 3xNielsen, nu 3XN, sammen med Kim Herforth Nielsen og Lars Frank Nielsen.